# Manas, Changji
Manas, även känd som Manasi, är ett härad som lyder under den autonoma prefekturen Changji i Xinjiang-regionen i nordvästra Kina.